# Rodger Ward
Rodger Ward (Beloit, Kansas, 10 de enero de 1921-Anaheim, California, 5 de julio de 2004) fue un piloto de automovilismo estadounidense que se destacó en automóviles Indy. Resultó campeón en 1959 y 1962, subcampeón en 1960, 1963 y 1964, tercero en 1961 y quinto en 1958, obteniendo un total de 26 victorias y 47 podios a lo largo de su carrera. Sus mejores resultados en las 500 Millas de Indianápolis fueron dos victorias en 1959 y 1962, dos segundos puestos en 1960 y 1964, un tercero en 1961, y un cuarto en 1963.
Tras su retirada, Ward trabajó como comentarista de televisión en las 500 Millas de Indianápolis entre 1966 y 1970, y como comentarista de radio entre 1980 y 1985.

## Carrera deportiva
Ward vivió su adolescencia en Los Ángeles, California. Durante la Segunda Guerra Mundial fue piloto de aviones de combate de las Fuerzas Armadas de Estados Unidos. En 1946 comenzó a competir en midgets en el sur de California, y en 1951 fue campeón de la AAA de stock cars.
El piloto disputó su primera carrera del Campeonato Nacional de la AAA en 1950 a la edad de 19 años, resultando décimo en Phoenix. En 1951 debutó en las 500 Millas de Indianápolis, abandonando tempranamente por falla mecánica. Dos semanas después, llegó quinto en el Clásico Rex Mays de Milwaukee. Ese año corrió un total de siete carreras de 15, obteniendo además un octavo puesto y un décimo.
En 1952, Ward participó en diez fechas de la AAA, logrando clasificar en siete. Obtuvo un séptimo lugar en las 200 Millas de Milwaukee y dos novenos como mejores resultados de carrera. Por tanto, se colocó 23.º en la tabla de posiciones general.
En la temporada 1953, consiguió sus dos primeras victorias en Springfield 1 y Detroit, así como un sexto en las 200 de Milwaukee, un séptimo y un octavo, aunque abandonó nuevamente en las 500 Millas de Indianápolis en la vuelta 1978. Así, el piloto terminó 11º en el campeonato.
Ward tuvo otra falla mecánica en la vuelta 173 de las 500 Millas de Indianápolis de 1954. Resultó cuarto en Las Vegas, noveno en Indiana State Fairgrounds, y décimo en Milwaukee 1, por lo que se ubicó 23.º en la clasificación general.
El piloto abandonó por quinto año consecutivo en las 500 Millas de Indianápolis de 1955, en este caso en choque que acabó con la vida de su amigo Bill Vukovich. Obtuvo un sexto puesto en Phoenix, dos novenos en Syracuse y Langhorne, y compartió un séptimo puesto en las 250 Millas de Milwaukee con Andy Linden. Por tanto, culminó el año en la 17.ª colocación. 
En las 500 Millas de Indianápolis de 1956, Ward logró su primera llegada a meta en el octavo puesto. Luego fue tercero en las 250 Millas de Milwaukee e Indiana State Fairgrounds, sexto en Springfield y décimo en Syracuse, lo que le permitió alcanzar el octavo puesto del nuevo Campeonato Nacional del USAC.
Ward abandonó en la vuelta 28 de las 500 Millas de Indianápolis de 1957 por problemas mecánicos, y se retiró en ocho carreras de doce disputadas. En las otras cuatro, triunfó en el Clásico Rex Mays de Milwaukee, Springfield y Sacramento, y llegó tercero en DuQuoin. Así, el piloto terminó 11º en el campeonato.
Luego de un mal comienzo en la temporada 1958 de la USAC, ganó las 200 Millas de Milwaukee y Trenton, y logró seis top 5 en 12 carreras largadas. Por tanto, resultó quinto en el campeonato.
En 1959, Ward triunfó en las 500 Millas de Indianápolis ante Jim Rathmann, Johnny Thomson y Tony Bettenhausen, habiendo liderado 130 vueltas de 200. También ganó las 200 Millas de Milwaukee, DuQuoin, Indiana State Fairgrounds y la carrera no puntuable de Williams Grove; resultó segundo en Daytona y Trenton 1, y tercero en Syracuse y Phoenix. De esta manera, logró su primer campeonato del USAC ante Bettenhausen, Thomson y Rathmann.
Ese mismo año, Ward ganó una carrera de fórmula libre del USAC Road Racing Championship en Lime Rock con un midget Kurtis-Offy. Luego disputó el Gran Premio de los Estados Unidos de Fórmula 1 también con un midget Kurtis-Offy por invitación del promotor, clasificando último y abandonando por problemas mecánicos. De todos modos, su triunfo en Indianápolis lo colocó décimo en el Campeonato Mundial de Pilotos de Fórmula 1.
Ward llegó segundo en las 500 Millas de Indianápolis de 1960, luego de liderar 58 vueltas y batirse a duelo con Rathmann, quien lo superó en la meta por apenas 12 segundos. Ganó en Trenton 1 y el Clásico Rex Mayx de Milwaukee, y llegó segundo en Trenton 2 y décimo en Phoenix. Pese a abandonar en las demás carreras, resultó subcampeón por detrás de A. J. Foyt.
El piloto llegó tercero en las 500 Millas de Indianápolis de 1961, por detrás de Foyt y Eddie Sachs. Ganó e el Clásico Rex Mays de Milwaukee, Syracuse y Sacramento, y llegó segundo en Phoenix, tercero en Trenton 2 y sexto en Springfield. Por tanto, se ubicó tercero en la tabla de posiciones, por detrás de Foyt y Sachs.
Ward venció por segunda vez en las 500 Millas de Indianápolis de 1962, luego de liderar 66 vueltas. Ese año venció además en las 150 Millas de Trenton, las 250 Millas Tony Bettenhausen de Milwaukee y Syracuse, y obtuvo un tercer puesto en las 100 Millas de Trenton, un cuarto en el Clásico Rex Mays de Milwaukee, y dos quinto en Indiana State Fairgrounds y las 200 Millas de Trenton. Así, fue campeón de la USAC ante Foyt, Parnelli Jones y Don Branson.
En 1963, llegó cuarto en Indianápolis por detrás de Jones, Jim Clark y Foyt. Logró además cinco triunfos en el Clásico Rex Mays de Milwaukee, Springfield, Indiana State Fairgrounds, Sacramento y Phoenix, obtuvo el segundo lugar en DuQuoin, tercero en las 150 de Trenton y cuarto en las 200 Millas Tony Bettenhausen de Milwaukee. Sin embargo, debió conformarse con el subcampeonato, por detrás de Foyt con sus cinco triunfos y diez podios.
Por otra parte, disputó nuevamente el Gran Premio de Estados Unidos de Fórmula 1, en este caso con un Lotus-BRM del equipo de Reg Parnell, aunque abandonó nuevamente. También disputó la carrera clasificatoria a las 500 Millas de Daytona y las 500 Millas de Atlanta de la NASCAR Grand National con un Mercury del equipo de Bill Stroppe. En enero de 1964 clasificó sexto a las 500 Millas de Riverside, pero abandonó por falla mecánica.
Ward llegó segundo en las 500 Millas de Indianápolis de 1964, siendo superado por Foyt y sin poder liderar una sola vuelta. También llegó segundo en las 200 Millas Tony Bettenhausen de Milwaukee, Indiana State Fairgrounds y el Bobby Ball Memorial de Phoenix, y acumuló siete top 5 en 12 carreras. No pudo ganar ninguna carrera, y resultó subcampeón por detrás de Foyt, quien dominó con diez victorias.
En 1965, el piloto no logró ningún top 10 en ocho carreras de la USAC, y no clasificó a las 500 Millas de Indianápolis. En 1966 llegó segundo en el Jimmy Bryan Memorial de Phoenix, triunfó por última vez en las 150 Millas de Trenton, y se despidió de la USAC con un abandono en las 500 Millas de Indianápolis.

## Resultados

### Fórmula 1
(Clave) (negrita indica pole position) (cursiva indica vuelta rápida)
| Año  | Escudería               | 1   | 2      | 3      | 4      | 5   | 6   | 7   | 8       | 9       | 10  | 11  | Pos. | Puntos |
| ---- | ----------------------- | --- | ------ | ------ | ------ | --- | --- | --- | ------- | ------- | --- | --- | ---- | ------ |
| 1951 | L & B Bromme            | SUI | 500 27 | BEL    | FRA    | GBR | GER | ITA | ESP     |         |     |     | NC   | 0      |
| 1952 | Federal Auto Associates | SUI | 500 23 | BEL    | FRA    | GBR | GER | NED | ITA     |         |     |     | NC   | 0      |
| 1953 | M. A. Walker            | ARG | 500 16 | NED    | BEL    | FRA | GBR | GER | SUI     | ITA     |     |     | NC   | 0      |
| 1954 | R. N. Sabourin          | ARG | 500 22 | BEL    | FRA    | GBR | GER | SUI | ITA     | ESP     |     |     | NC   | 0      |
| 1955 | E. R. Casale            | ARG | MON    | 500 28 | BEL    | NED | GBR | ITA |         |         |     |     | NC   | 0      |
| 1956 | Ed Walsh                | ARG | MON    | 500 8  | BEL    | FRA | GBR | GER | ITA     |         |     |     | NC   | 0      |
| 1957 | Roger Wolcott           | ARG | MON    | 500 30 | FRA    | GBR | GER | PES | ITA     |         |     |     | NC   | 0      |
| 1958 | Roger Wolcott           | ARG | MON    | NED    | 500 20 | BEL | FRA | GBR | GER     | POR     | ITA | MAR | NC   | 0      |
| 1959 | Leader Cards Inc.       | MON | 500 1  |        |        |     |     |     |         |         |     |     | 10º  | 8      |
| 1959 | Leader Cards Inc.       |     |        | NED    | FRA    | GBR | GER | POR | ITA     | USA Ret |     |     | 10º  | 8      |
| 1960 | Leader Cards Inc.       | ARG | MON    | 500 2  | NED    | BEL | FRA | GBR | POR     | ITA     | USA |     | 12º  | 6      |
| 1963 | Reg Parnell Racing      | MON | BEL    | NED    | FRA    | GBR | GER | ITA | USA Ret | MEX     | RSA |     | NC   | 0      |